# Gare de Settsu-Motoyama
La gare de Settsu-Motoyama (摂津本山駅, Settsu-Motoyama-eki) est une gare ferroviaire localisée dans la ville de Kobe, dans la préfecture de Hyōgo au Japon. La gare est exploitée par la compagnie JR West, sur la ligne principale Tōkaidō (ligne JR Kōbe). L’utilisation de la carte ICOCA est valable dans cette gare.

## Disposition des quais
La gare de Settsu-Motoyama est une gare disposant de deux quais et de quatre voies.
Seules les voies 2 et 3 servent d'arrêt à la gare, les deux autres voies servent de passage aux trains ne s’arrêtant pas à cette gare.
| N° de voie | Ligne     | Direction                       |
| ---------- | --------- | ------------------------------- |
| 1          | ▆ JR Kobe | Passage                         |
| 2          | ▆ JR Kobe | Amagasaki / Osaka / Kitashinchi |
| 3          | ▆ JR Kobe | Sannomiya / Himeji              |
| 4          | ▆ JR Kobe | Passage                         |

## Intermodalité
La gare d'Okamoto de la compagnie Hankyu est située à 250 m au nord de la gare.

## Gares/Stations adjacentes
| JR West        |                               |                               |                               |                 |
| Direction Kobe | Ligne Tōkaidō (Ligne JR Kobe) | Ligne Tōkaidō (Ligne JR Kobe) | Ligne Tōkaidō (Ligne JR Kobe) | Direction Osaka |
| Pas de service |                               | Special Rapid Service 新快速  |                               | Pas de service  |
| Pas de service |                               | Rapid Service 快速            |                               | Pas de service  |
| Sumiyoshi      |                               | Local 普通                    |                               | Kōnan-Yamate    |